# شاسوي نسوفوا
شاسوي نسوفوا (بالإنجليزية: Chaswe Nsofwa)‏ (22 أكتوبر 1978 بلوساكا في زامبيا - 29 أغسطس 2007 ببئر السبع في زامبيا) هو لاعب كرة قدم زامبي في مركز الهجوم، شارك في كأس الأمم الأفريقية 2002. وشارك مع منتخب زامبيا تحت 20 سنة لكرة القدم ومنتخب زامبيا لكرة القدم. أما مع النوادي، فقد لعب مع نادي زاناكو ونادي كريليا سوفيتوف سامارا ونادي هبوعيل إيروني كريات شمونة ونادي هبوعيل بئر السبع وغرين بافالوز وTM F.C. ‏.

## وصلات خارجية
- شاسوي نسوفوا على موقع الاتحاد الدولي (مؤرشف)  (الإنجليزية)
- شاسوي نسوفوا على موقع قاعدة بيانات كرة القدم.إي يو (الإنجليزية)
- شاسوي نسوفوا على موقع ناشيونال فوتبول تيمز (الإنجليزية)